# Message Transfer Part
Message Transfer Part (MTP) — подсистема переноса сообщений Общеканальной системы сигнализации № 7 (ОКС-7), отвечающая за гарантированную доставку сообщений сетевой сигнализации между цифровыми станциями и другими центральными элементами в телекоммуникационных сетях. MTP является одним из трёх слоев протоколов OSI, и разделяется на 3 уровня (Level 1 — 3), которые описывают физический (MTP-1), канальный (MTP-2) и сетевой (MTP-3) слой. MTP-3 может использовать и MTP-1 и MTP-2, более того его можно переносить на сетях Asynchronous Transfer Mode (ATM); в телекоммуникационных сетях с IP инфраструктурой можно MTP-3 переносить также протоколами SIGTRAN, или протоколы SIGTRAN можно заменить MTP целиком.
Узлы в протоколе MTP называются пунктами сигнализации (Signaling Point, SP), которые можно разделить на транзитные (Signal Transfer Point, STP), обеспечивающие маршрутизацию сообщений MTP, оконечные (Signaling End Point, SEP), которые сигнальные сообщения создают и принимают.

Роль адресов в МТР выполняют 14-24 битовые коды SP, но они не уникальные в мировом масштабе. Поэтому для международной коммуникации, или для коммуникации между разными операторами, необходимо использовать протокол Signalling Connection Control Part (SCCP).
MTP описана в Рекомендациях МСЭ-Т:
- Q.701 — обзор и описание функций MTP;
- Q.702 — требования к сигнальному соединению;
- Q.703 — функции сигнального соединения;
- Q.704 — описание сигнальных функций канала и сообщений;
- Q.705 — структура сигнальной сети;
- Q.706 — определение КПИ MTP;
- Q.707 — функции тестирования и эксплуатации MTP.

Для проверки реализации служат тесты в Рекомендациях МСЭ-Т:
- Q.781 — для MTP2;
- Q.782 — для MTP3.

В разных странах мира используются разные варианты MTP. В США MTP описано в ANSI стандарте T1.111. Использующиеся в Европе национальные варианты MTP основаны на стандарте ETSI
EN 300-008-1.

## Уровни MTP

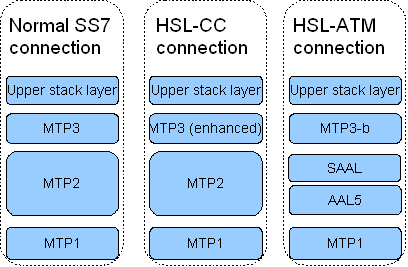

Подсистема МТР формирует и предоставляет услуги переноса сигнальной информации в виде сигнальных сообщений от пункта-отправителя через сеть ОКС-7 к пункту-адресату. Пользователи услуг МТР — это вышестоящие подсистемы, которые, в свою очередь, предоставляют свои услуги либо подсистемам, расположенным выше, либо непосредственно пользователям системы ОКС-7, которыми являются разнообразные прикладные процессы узлов сети связи.
МТР был создан до эталонной модели ISO/OSI, но дополнительно был приведен к этой модели. МТР соответствует трем уровням модели ISO/OSI. Уровень 1 МТР, соответствует уровню 1 OSI (физический уровень), уровень 2 МТР соответствует уровню 2 OSI (канальный уровень), и уровень 3 МТР соответствует уровню 3 OSI (сетевой уровень).
Уровень МТР-1 использует или один часовой слот (DS-0 или DS-0A) выделенный на Е1/Т1 или полностью целый поток. Альтернативой является использование Asynchronous Transfer Mode вместо МТР-1 и МТР-2.
Уровень МТР-2 обеспечивает обнаружение ошибок, процедуру проверки и начинает повторную передачу в случае неисправности передачи. Для передачи сообщений SS7 уровня нет. 2 МТР пакеты, используемые в английском называемые signal units, SU. Существуют три типа таких пакетов: Fill-in Signal Unit (FISU), Link Status Signal Unit (LSSU), Message Signal Unit (MSU).
Уровень МТР-3 предоставляет функциональную маршрутизацию для передачи сообщений уведомлений между сетью ОКС-7 и оконечным пунктом. Каждый элемент в национальной или международной сети ОКС-7 имеет уникальный адрес, Signaling Point Code (SPC). Маршрутизация сообщений выполняется в соответствии с этими адресами. Для связи между национальными сетями необходимо использовать Signaling Connection Control Part (SCCP).
При этом, от подсистемы MTP требуется:
- Обеспечить перенос сообщений без потерь
- Обеспечить перенос сообщений без искажения содержания
- Обеспечить перенос сообщений без нарушения последовательности передачи
- Обеспечить перенос без дублирования сообщений

Отметим, что для выполнения указанных функций, MTP не требуется анализировать содержимое передаваемых сообщений, кроме их адресной составляющей.

## MTP1 (Физический уровень)
Уровень MTP1 — выполняет функции звена передачи данных. Он преобразует цифровые данные в битовый поток для переноса информации по каналу связи. Этот уровень задает механические и электрические характеристики, соответствующие используемому физическому интерфейсу на сигнальном звене. Это звено образуется двумя каналами с противоположными направлениями передачи (как правило, со скоростью 64 кбит/с).
Уровень MTP1 при помощи стандартных интерфейсов предоставляет уровню MTP2 услуги передачи битов, обеспечивая независимость функций второго уровня (и более высоких уровней) от характеристик передающей среды.

## MTP2 (Канальный уровень)
Уровень MTP2 содержит функции формирования сигнального звена между двумя смежными сигнальными точками сети ОКС-7. Он реализует весь набор процедур по передаче сигнальных сообщений по данному звену. Функции второго уровня определяют структуру информации в сигнальном звене, и процедуры обнаружения и исправления ошибок.
Информация переносится от одной сигнальной точки к другой в информационных блоках, имеющих переменную длину и называемых сигнальными единицами.
Формат фрэймов исходит из HDLC — фрэймы ограничены восьми битами со значением 01111110 (в шестнадцатеричной системе 7Eh), и с помощью техники вкладывания битов обеспечивается, что нигде во фрэйме не будет 6 битов со значением «1» подряд (после 5 битов со значением «1» вкладывается бит «0»). Если во фрэйме обнаружено больше чем 6 битов со значением «1», то это принимается за ошибку на канале (out of alignment). Каждый фрэйм защищён контрольной суммой (CRC). Если CRC не соответствует вычисленному CRC из принятой информации, то фрэйм игнорируется. Исправление ошибок осуществляется повторной посылкой управляемой полями BSN и BIB.
Подробная информация о формате сигнальных единиц и значения полей приведена в Рекомендации МСЭ-Т Q.703.
Все сигнальные лини двухточечные, поэтому на канальном уровне нет адресов.
На линиях, у которых время передачи в одну сторону больше 14 миллисекунд, и у спутниковой связи, используется профилактическая циклическая повторная передача, то есть пока нет следующего фрэйма для передачи, идет повтор всех неподтвержденных фрэймов.
Канальный слой способен обнаружить проблемы на линии, и пытается их устранить с помощью реорганизации или ресинхронизации. Если это не удается, то линию нельзя использовать, и более высокие уровни обеспечивают перемашрутизацию альтернативными линиями или путями.
Фрэймы канального уровня имеют следующий формат:
```
    +--------+-------+---+-------+---+------+--+---//----+----------------+
    |  flag  |  BSN  |BIB|  FSN  |FIB|  LI  |sp| payload |      CK        |
    +--------+-------+---+-------+---+------+--+---//----+----------------+
    bits: 8      7     1     7     1     6    2    var          16
```

- flag — значение 7Eh для синхронизации
- BSN (Backward Sequence Number) — номер последней подтвержденного фрэйма modulo 128
- BIB (Backward Indicator Bit) — бит индикации обратного направления
- FSN (Forward Sequence Number) — номер передаваемого фрэйма mod 128
- FIB (Forward Indicator Bit) — бит индикации прямого направления
- LI (Length Indicator) — индикатор длины, или = 63 если длина больше 63 октетам (макс. 273 октетов)
- sp (spare) — неиспользованные биты
- res (reserved) — резервированные (неиспользованные) биты
- payload — 0 — 273 октетов
  - SF
  - SIO + SIF
- CK (Check Bits) — контрольная сумма (CRC)

Для линий со скоростью 1,5 и 2 Mbit/s поля BSN, FSN и LI имеют больше битов:
```
    +--------+------------+---+---+------------+---+---+---------+-------+---//----+----------------+
    |  flag  |    BSN     |res|BIB|    FSN     |res|FIB|    LI   | spare | payload |       CK       |
    +--------+------------+---+---+------------+---+---+---------+-------+---//----+----------------+
    биты: 8        12       3   1       12       3   1       9       7       var           16
```

Существует три вида сигнальных единиц, различающихся по значению индикатора длины (LI):
1. Значащая сигнальная единица (MSU) — LI>2 — предназначена для переноса сигнальных сообщений, формируемых подсистемами-пользователями MTP.
2. Сигнальная единица статуса звена (LSSU) — LI=1 или 2 и payload содержит SF (Status Field) — предназначена для переноса информации о статусе сигнального звена, по которому она передается.
3. Заполняющая сигнальная единица (FISU) — LI=0 и payload содержит 1 байт SIO (Service Information Field) и как минимум 2 байта SIF (Signalling Information Field) — обеспечивает фазирование звена, контроль ошибок на звене. Передается постоянно, когда нет передачи сигнальных единиц первых двух типов.

После фрэйма последует хотя бы один флаг со значением 7Eh. Если посылается несколько фрэймов подряд, то между ними должен быть хотя бы один флаг.

### FISU
Если нет данных, высылаются дополнительные фрэймы (в Японии посылаются только флаги; дополнительные фрэймы только 1 раз в 150 мс).

### LSSU
LSSU используются для изменений состояния линии. они не направляются на другие линии (это дано тем, что не содержит никакого адреса), и не подтверждаются.
В настоящее время использованные LSSU содержит всегда однобайтный payload, в котором значимые только 3 бита (SI = Status Indication):
| payload | обозначение | описание                                       |
| ------- | ----------- | ---------------------------------------------- |
| 000     | SIO         | Out Of Alignment                               |
| 001     | SIN         | Normal Alignment (8,2 sec surveillance time)   |
| 010     | SIE         | Emergency Alignment (500 ms surveillance time) |
| 011     | SIOS        | Out Of Service                                 |
| 100     | SIPO        | Processor Outage                               |
| 101     | SIB         | Busy/congestion                                |

- Статус 000 означает SIO (out of alignment), который отправляется в качестве первого состояния в инициализации L2
- Статус 001 SIN (normal alignment), второй этап процесса инициализации. Он должен приниматься и посылаться в течение некоторого времени (около 5-8сек), а затем SignalLink признается стабильным для передачи МГУ.
- Статус 010 это SIE (emergency alignment) и используется для быстрого выравнивания. Не тестируется, поэтому время, необходимое для определения стабильности SignalLink.
- Статус SIOS 011 (out of service) указывает другой стороне о проблеме на линии. Например, более высокий уровень ошибок, большое количество неподтвержденных сообщений и т. д. По получении этого состояния, в соответствии с контроллерами обе стороны пытаются снова инициализировать и протестировать стабильность SignalLink.
- Статус 100 SIPO (processor outage) является признаком для другой стороны, что процессор не успевает обрабатывать входящие MSU. И другой стороне дается информация, чтобы замедлила посылку MSU в SignalLink. В ответ транслируются FISU, которые не загружают процессор, и только заполняют.
- Последнее использованное состояние 101 SIB (busy), говорит, занято, но это нет необходимости в выполнении инициализации. После тайм-аута около 6-8сек воспринимается как отказ на удаленном конце, и требуется процесс инициализации.

## MTP3 (Сетевой уровень)
Уровень MTP3 (Message Transfer Part 3, Рек. МСЭ-Т Q.704) реализует функции, обеспечивающие сквозную транспортировку (маршрутизацию) сигнальных сообщений через сеть ОКС-7 от подсистемы-отправителя одного пункта сигнализации до системы-получателя в другом (не обязательно смежном) пункте сигнализации по routing label, на основе номеров сигнальных звеньев. Если произойдет падение линии, звена или перегрузка линии, МТР-3 перенаправляет трафик альтернативной трассой (см. Рек. МСЭ-Т Q.705).
Для реализации подобной транспортировки, MTP3 содержит два набора функций: 1) функции обработки сигнальных сообщений и 2) функции адаптации к изменениям в сети ОКС.

### Функции обработки сигнальных сообщений
Данный набор функций состоит из следующих блоков:
1. Функции сортировки сообщений, принимаемых от MTP2 и разделение их по адресам для «своего» пункта сигнализации и адресованные в другие пункты.
2. Функции распределения сообщений, адресованных в «свой» пункт сигнализации по вышестоящим подсистемам.
3. Функции маршрутизации сообщений, которые необходимо доставить в другие пункты сигнализации.

### Функции адаптации к изменениям в сети
Данный набор функций так же состоит из трёх блоков:
1. Функции управления сигнальным трафиком
2. Функции управления сигнальными звеньями
3. Функции управления сигнальными маршрутами

Функции адаптации к изменениям в сети обеспечивают пребывание сети ОКС-7 в состоянии, когда она может предоставлять услуги своим пользователям с заданным качеством, даже в случае возникновения неисправностей. Например, функции управления сигнальным трафиком выполняют процедуры:
- перехода на резервное звено
- возврата на основное звено
- вынужденную ремаршрутизацию
- управляемую ремаршрутизацию

Тем самым, достигается очень высокая надежность сети ОКС-7. Это — далеко не все процедуры, реализуемые на третьем уровне, подробнее о работе MTP3 можно прочитать в Рекомендации МСЭ-Т Q.704.

Структура payload из MTP2 фрэйма для фрэймов данных (Message Signal Unit — MSU); 1й байт справа:
```
   +--------+--------//----------------+
   |  SIO   |  SIF                     |
   +--------+--------//----------------+
   биты: 8        8 * n
```

#### Service Information Octet — SIO
Структура поля SIO:
- биты 3-0: Service indicator (SI)
- биты 5-4: Priority (ANSI) / Unused (МСЭ-Т)
- биты 7-6: Network indicator (NI)

Биты 7-4 в общем называются Sub-service field (SSF).
Service indicator в младших битах SIO указывается источник MTP:
| биты 3-0 | описание                                                         |
| -------- | ---------------------------------------------------------------- |
| 0        | Signaling network management messages (NM)                       |
| 1        | Signaling network testing and maintenance messages (Test)        |
| 2        | volné (Maintenance Special Message — MTNS)                       |
| 3        | Signaling Connection Control Part (SCCP)                         |
| 4        | Telephone User Part (TUP)                                        |
| 5        | ISDN User Part (ISUP) если прямо над MTP (может быть и над SCCP) |
| 6        | Data User Part (DUP) (call and circuit-related messages)         |
| 7        | Data User Part (facility registration and cancellation messages) |
| 8        | резервировано для MTP Testing User Part                          |
| 9        | широкополосное ISDN User Part                                    |
| 10       | спутниковое ISDN User Part                                       |
| 11-15    | резервированные                                                  |

Старшие 2 бита SIO — Network indicator (NI):
| бит 7 | бит 6 | описание                                              |
| ----- | ----- | ----------------------------------------------------- |
| 0     | 0     | международная сеть                                    |
| 0     | 1     | резервировано (только для международного пользования) |
| 1     | 0     | национальная сеть                                     |
| 1     | 1     | резервировано для национальной сети                   |

Биты 5 и 4 SIO в версии МСЭ-Т не используются, в ANSI это приоритет:
| бит 5 | бит 4 | описание             |
| ----- | ----- | -------------------- |
| 0     | 0     | низкий приоритет     |
| 0     | 1     | нормальный приоритет |
| 1     | 0     | не используется      |
| 1     | 1     | для менеджмента сети |

При переполнении линии сообщения с низким приоритетом игнорируются или перенаправляются на альтернативный путь. Низкий приоритет, например, у call setup. Нормальный приоритет у сообщений, которые обеспечивают соединение между ячейками.
SIO для SCCP в национальной сети имеет значение 0x83, для ISUP — 0x85.

#### Signaling Information Field — SIF
SIF (Signaling Information Field) всегда содержит routing label и данные высшего уровня, то есть signaling information (напр. SCCP, TCAP и ISUP message data).

#### Routing Label
Routing label используется для маршрутизации сообщений, и имеет четко определенную структуру, зависящую от протокола высшего уровня, определенного в поле SIO (или SI) и версии MTP (МСЭ-Т/ANSI/China/Japan), от которой зависит длина DPC и SPC.
Routing label всегда содержит код точки назначения (Destination Point Code — DPC), может содержать код точки отправления (Origination Point Code — OPC) и user-specific information.
В SCCP протоколе user-specific information называется SLS (Signalling Link Selection), в ISUP состоит из CIC (Circuit identity Code), SLS, в TUP/NUP содержит только CIC.
ITU-T routing label имеет длину 4 байта, и содержит 14битовое DPC и OPC, и 4битовое SLS/SLC (Signalling Link Selection/Signalling Link Code).
ANSI routing label имеет длину 7 байтов. DPC i OPC 24битовые, SLS 5 битов. ANSI коды сигнальной точки (point codes, PC) распределяются на три составляющие:
- network (8 битов)
- cluster (8 битов)
- member (8 битов)

PC записывается, например, так 245-16-0. В ANSI у больших операторов выделенная сеть, у малых только кластер в сетях 1 — 4. Сеть с номером 0 не используется. Номер сети 255 резервирован для будущего распределения. Сети 5 малые, 6 это сети мимо США.
Отдельным SP и STP point code (PC) присваивает владелец сети. SP связывающие 2 сети (напр., национальную и международную) имеют с PC, один на каждую сеть.
Поскольку PC не уникальные в мировом масштабе, и имеют разные форматы для международной коммуникации, или для коммуникации между разными операторами, необходимо использовать протокол высшего уровня Signalling Connection Control Part (SCCP), который выполняет маршрутизацию с помощью Global Title (GT). GT по сути телефонные номера. В США ANSI PC уникальные.
В IP7 PC длиной 32 битов а SLS 8 битов.